# Sternhydrus
Sternhydrus là một chi bọ cánh cứng trong họ Dytiscidae.
Chi này được Brinck miêu tả khoa học năm 1945.

## Các loài
Các loài trong chi này gồm:
- Sternhydrus atratus (Fabricius, 1801)
- Sternhydrus gibbosus (Wilke, 1920)
- Sternhydrus kolbei (Wilke, 1920)
- Sternhydrus toxopei (Zimmermann, 1925)